# Judith Sargent Murray
Judith Sargent Stevens Murray ( Gloucester (Massachusetts), 1 de mayo de 1751 -Natchez, Misisipi, 6 de julio de 1820 ) fue una escritora estadounidense durante la temprana república, conocida principalmente por sus ensayos y comentarios periodísticos sobre temas públicos contemporáneos, especialmente los derechos de las mujeres.

## Vida
Judith Sargent nació en Gloucester (Massachusetts) el 1 de mayo de 1751 - año en que las colonias americanas estaban bajo dominio británico -, hija de un rico armador y comerciante. Recibió una educación inusualmente buena para una chica de su tiempo. En 1769 se casó con el capitán de mar John Stevens. Comenzó a escribir en verso en la década de 1770, pero pronto empezó a escribir en forma de ensayo, ya que el período revolucionario despertó su interés por los derechos de las mujeres. En 1784, bajo el seudónimo de Constantia, publicó algunos ensayos en la revista Boston y en la revista The Gentleman and Lady 's Town and Country, empezando con el ensayo Desultory Thoughts upon the Utility of Encouraging a Degree of Self-Complacency, Especially in Female Bosoms. Su marido murió en 1786, y dos años más tarde se casó con John Murray, pastor considerado el fundador del universalismo americano organizado. En 1790, los poemas de Judith comenzaron a aparecer en la revista Massachusetts y, desde febrero de 1792 hasta agosto de 1794, colaboró en una columna mensual titulada The Gleaner, en la que hablaba sobre asuntos y cuestiones públicas del día a día y especialmente sobre su interés particular, la educación igualitaria para las mujeres. En marzo de 1795, su obra The Medium o The Happy Tea Party se produjo en el Federal Street Theater de Boston, probablemente la primera obra de un autor estadounidense que se produjo en ese teatro. Su siguiente, The Traveler Returned (producida en 1796), no tuvo éxito. En 1798, las columnas The Gleaner de Judith fueron recogidas y publicadas en tres volúmenes bajo el mismo título. Editó las Letters and Sketches of Sermones (1812-13) de su marido y, tras su muerte en 1815, Records of the Life of the Rev. John Murray, Written by Himself, with a CONTINUATION by Mrs. Judith Sargent Murray (1816). En 1816 Judith dejó Boston para vivir con su hija en Natchez, donde murió.